# Loge De Geldersche Broederschap
Loge De Geldersche Broederschap is een vrijmetselaarsloge  opgericht in 1786 in Arnhem vallend onder het Grootoosten der Nederlanden. De loge draagt nummer 23 binnen de Orde van Vrijmetselaren.

## Geschiedenis
Op 23 januari 1786 besloten Carl Gerard Hultman, Anthony Raedt, Derk van Ruyven, Frederik Hendrik Raeber, Antionus Croiset, Rudolphus Theodorus Krayenhoff, Oswald Otters, Statius Reinier Schrassert, Johan Carl Krauss, Lodewijk Steven Gavanon, Jan Willem Moll, Gerrit Willem van Zuijlen van Nieveld en Jan Hendrik Engelen een loge te stichten in Arnhem en hiertoe een constitutiebrief aan te vragen. De constitutiebrief werd verleend door Carel, baron van Boetzelaer, Grootmeester van de Orde d.d. 17 februari 1786 en vermeldt de eerste tien namen. De loge werd geïnstalleerd op 29 juli 1786.
Van 19 april 1794 tot 28 januari 1797 en van 24 maart 1813 tot 28 januari 1815 waren er geen bijeenkomsten. Tijdens de Tweede Wereldoorlog zijn de werkzaamheden door de bezetter verboden en gestaakt. Het logegebouw werd geconfisqueerd en is na de oorlog weer in het bezit van de loge gekomen.
De loge komt wekelijks bij elkaar in het logegebouw in Velp. Bijeenkomsten zijn alleen toegankelijk voor leden of leden van andere reguliere loges. Tweemaal per jaar vindt er een informatieavond plaats waarop belangstellenden van buiten de loge welkom zijn.

## Onderscheidingskleuren
De kleuren werden enkele keren gewijzigd: in 1786 in wit en blauw met geel; in 1799 in blauw en geel; in 1810 in geel en blauw; in 1819 in korenblauw met geel.

## Voorzittend Meesters
In onderstaande lijst een overzicht van de Voorzittend Meesters van Loge De Geldersche Broederschap gedurende de eerste twee eeuwen van haar bestaan.
| Van  | Tot  | Voorzittend Meester                      |
| ---- | ---- | ---------------------------------------- |
| 1786 | 1790 | Carel Gerard Hultman                     |
| 1790 | 1802 | Dirk van Ruijven                         |
| 1802 | 1811 | Hendrik Engelen                          |
| 1811 | 1811 | Fredrik Everhard Turr                    |
| 1813 | 1821 | Johan Michel Roukens                     |
| 1821 | 1848 | J. Th. Nedermeijer van Rosenthal         |
| 1848 | 1858 | Jan Willem Schiff                        |
| 1858 | 1862 | Ludolph Anne Jan Wilt Sloet van de Beele |
| 1862 | 1868 | Nicolaas Willem Buddingh'                |
| 1868 | 1871 | J.M.J. Engelberts                        |
| 1868 | 1868 | H.J. Kronenberg                          |
| 1871 | 1882 | Jan Michel Baud                          |
| 1882 | 1885 | A.H.J. Diemont                           |
| 1885 | 1891 | Hendrik Herm. van Capelle                |
| 1891 | 1893 | J.J. de Lange                            |
| 1893 | 1895 | A. Moll                                  |
| 1895 | 1899 | Martinus Willemstijn                     |
| 1899 | 1901 | H. Lauer                                 |
| 1901 | 1904 | P.C. Colthoff                            |
| 1904 | 1914 | Johan Julius Sigismund Sloet             |
| 1914 | 1921 | Meinhard Steven Lingbeek                 |
| 1921 | 1928 | dr. C.H. Sissingh                        |
| 1928 | 1932 | Meinhard Steven Lingbeek                 |
| 1932 | 1935 | A. van Witzenburg                        |
| 1935 | 1936 | L.F. Hojel                               |
| 1936 | 1940 | A.N. Hamelberg                           |
| 1945 | 1946 | A.N. Hamelberg                           |
| 1946 | 1947 | Henricus Jacobus Charles Tendeloo        |
| 1947 | 1949 | dr. ir. J. van Dorp                      |
| 1949 | 1950 | F. Wind                                  |
| 1950 | 1953 | M.J. Kuik                                |
| 1953 | 1956 | Henricus Jacobus Charles Tendeloo        |
| 1956 | 1958 | M.J. Kuik                                |
| 1958 | 1965 | A. Hageraats                             |
| 1965 | 1970 | A.M. Laterveer                           |
| 1970 | 1973 | R.J. Hijman                              |
| 1973 | 1973 | dr. N.W.F. Addink                        |
| 1973 | 1977 | A. Hageraats                             |
| 1977 | 1979 | ir. M. Clement                           |
| 1979 | 1981 | ir. J.M. Schiermeier                     |
| 1981 | 1984 | R. Timmer                                |
| 1984 | 1986 | G.C. Walles                              |

Vrijmetselarij · Beginselen · Geschiedenis · Symbolen · Vrijmetselaarsloge · Ordegrondwet · Obediëntie · Regulariteit en irregulariteit · Ritus · Graden · Grootmeester · Gemengde vrijmetselarij · Para-vrijmetselarij · Antivrijmetselarij · Vrijmetselarij in Nederland · Vrijmetselarij in België